# Powerless (série de televisão)
Powerless é uma série de televisão americana criada por Ben Queen, que foi exibida na NBC entre 2 de fevereiro a 20 de abril de 2017. A série é uma sitcom ambientada dentro do Universo DC. É estrelada por Vanessa Hudgens,
Danny Pudi, Christina Kirk, Ron Funches e Alan Tudyk. O episódio piloto, que recebeu sinal verde em agosto de 2015, foi ordenado em 11 de maio de 2016.
Em 25 de abril de 2017, após 9 episódios exibidos, a NBC tirou os 3 últimos episódios da temporada de sua programação, sem indicação se eles seriam remarcados em uma data posterior. A série foi cancelada oficialmente em 11 de maio de 2017. Os episódios inéditos foram disponibilizados na TVNZ OnDemand na Nova Zelândia a partir de 12 de maio de 2017.
No Brasil, a série estreou no dia 12 de fevereiro de 2017 na Warner Channel.

## Premissa
Powerless ocorre no Universo DC e segue as aventuras de Emily Locke (Vanessa Hudgens) como Diretora de Pesquisa e Desenvolvimento da Wayne Security, uma subsidiária da Wayne Enterprises localizada em Charm City, especializada em produtos para humanos comuns que estão prestes a ser vítimas das batalhas entre super-heróis e super-vilões.
As histórias da série de televisão não são diretamente baseadas nas histórias dos quadrinhos da DC, incluindo a franquia Batman. Em vez disso, a premissa imagina histórias que correm paralelamente às tramas dos quadrinhos.

## Elenco e personagens
- Vanessa Hudgens como Emily Locke: Diretora de Pesquisa e Desenvolvimento da Wayne Security, uma subsidiária da Wayne Enterprises que se especializa em produtos que fazem espectadores indefesos em um mundo de super-heróis e super-vilões sentirem um pouco mais seguros. Ela ama seu trabalho porque ela consegue ajudar as pessoas.[6]
- Danny Pudi como Teddy: Melhor amigo de Emily no trabalho, ele passa seus dias criando brincadeiras desperdiçando tempo como uma maneira de fazer seu escritório, que ele chama de "o lugar menos super na terra", apenas um pouco menos desprovido de animação.[7]
- Christina Kirk como Jackie: Assistente pessoal de Van.[7]
- Ron Funches como Ron: Ele trabalha com Teddy. No episódio "Sinking Day", ele revelou que ele é de Atlântida, embora outros acreditassem que ele era de Atlanta. Ele não diz a ninguém que ele serve sob seu Rei Arthur Curry / Aquaman.[8]
- Alan Tudyk como Van Wayne: Chefe da Wayne Security que é o filho de Vanderveer Wayne Sr. e o primo de Bruce Wayne.[7] Ele deseja trabalhar no escritório de Gotham City com Bruce. O personagem foi criado pelo co-criador do Batman, Bill Finger, com o desenhista Sheldon Moldoff, e fez sua primeira aparição em Batman vol. 1, #148 (Junho de 1962).[carece de fontes?]

Atlin Mitchell foi escalada em um papel recorrente como Raposa Escarlate. Adam West, que retratou Bruce Wayne / Batman na série de televisão Batman dos anos 60 e seu longa metragem, narrou o episódio piloto, introduzindo a Wayne Security. Marc McClure, que interpretou Jimmy Olsen no filme Superman de 1978 e suas continuações, interpretou o pai de Emily Locke no piloto. A super-heroína de origem brasileira Beatriz da Costa / Fogo, também conhecida como "Furia Verde", aparece no episódio "Green Furious", interpretada por Natalie Morales.

## Produção
Em Janeiro de 2016, foi noticiado que a NBC havia encomendado o episódio piloto de Powerless. Foi divulgado que nenhum super herói principal como Batman ou Superman, aparecerá no show, mas serão frequentemente mencionados.
Em Agosto de 2016, o criador, escritor e produtor da série, Ben Queen, abandonou a produção por conflitos criativos com a Warner Bros. Television e a NBC. A emissora teve então que procurar por um substituto, o que causou um atraso nas filmagens, que estavam inicialmente previstas para a segunda semana de Setembro de 2016. Apesar disso, a estreia - prevista para o fim de 2016 ou início de 2017 - não sofrerá alterações.
Após encontrar um novo showrunner, o elenco e produção retornaram a filmar a série no dia 21 de Novembro de 2016, nos estúdios da Warner Bros., em Burbank, Califórnia.
No dia 8 de Dezembro de 2016 foi oficialmente divulgada a data de estreia norte-americana da série: 2 de Fevereiro de 2017, além de uma nova premissa, que sofreu pequenas alterações.